# Liu Yang (taikonaut)
 For alternative betydninger, se Liu Yang. (Se også artikler, som begynder med Liu Yang)
Liu Yang (simplifiseret kinesisk: 刘洋; traditional kinesisk: 劉洋; pinyin: Liú Yáng; født 6. oktober 1978) er en kinesisk taikonaut, der var medlem af besætningen på missionen Shenzhou 9 fra den 16. til den 29. juni 2012.
Hun er således den første kvindelige kineser i rummet.